# Poseidonemertes bothwellae
Poseidonemertes bothwellae är en djurart som tillhör fylumet slemmaskar, och som beskrevs av Gibson 1982. Poseidonemertes bothwellae ingår i släktet Poseidonemertes och familjen Amphiporidae. Inga underarter finns listade i Catalogue of Life.